# Neuenbrok
Neuenbrok, früher auch Neuenbrock, ist ein Ortsteil der niedersächsischen Stadt Elsfleth an der Unterweser.
Aus Neuenbrok, Bardenfleth und Altenhuntorf wurde 1933 die Gemeinde Moorriem gebildet. Diese wurde 1974 von der Stadt Elsfleth eingemeindet und verlor damit ihre Selbstständigkeit.

## Sehenswürdigkeiten

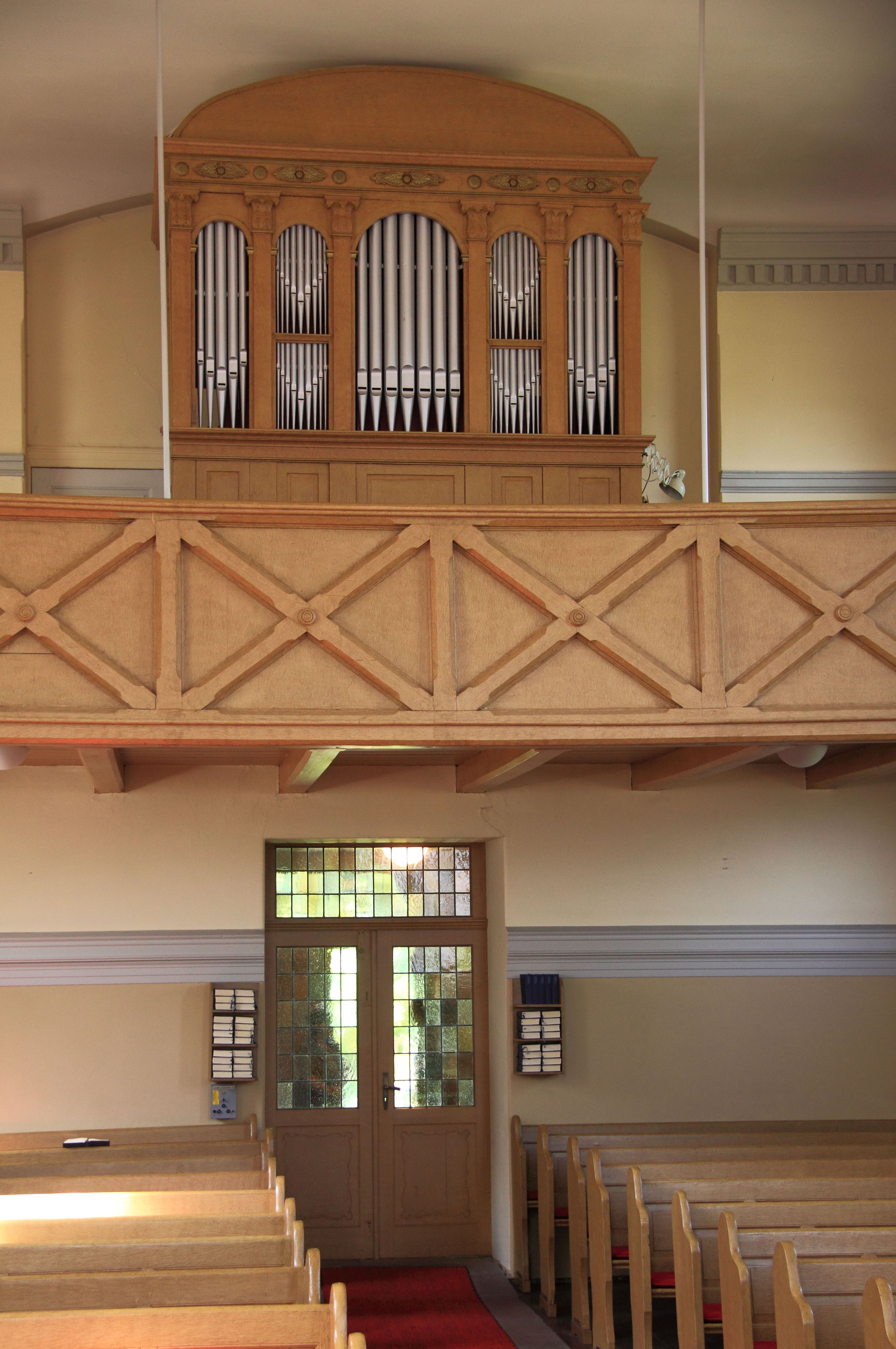
Orgel in der evangelischen Kirche St. Nikolai in Neuenbrok (2011)

- Die evangelische Kirche St. Nikolai von 1863 ist eine neugotische Saalkirche aus Backstein mit Rundbogenfenstern und  Westturm. Innen: Flachdecke, spätklassizistische Wanddekorationen, romanischer Taufstein aus dem 12. Jahrhundert aus Granit mit Blendbogengliederung.[1] Die Kirche hatte einen Vorgängerbau in Fachwerk.
- Die sieben Zweiständerhallenhäuser Niederhörne 25, 27, 29, 31, 33 und 35 sowie Birkenstraße 1 stammen aus der Zeit zwischen dem späten 18. Jahrhundert und der Mitte des 19. Jahrhunderts; die Nr. 35 war zeitweise das Pastorat der Kirche.
- Wohn- und Wirtschaftsgebäude Niederhörne 1 von 1768 als Zweiständer-Hallenhaus in Fachwerk
- Schule Niederhörne 28 von 1896, nach 1970 Wohnhaus

## Söhne und Töchter
- Bernhard Winter (1871–1964), Maler, Grafiker und Fotograf[2]
- Heinz Folte (1910–1976), Politiker (CDU)